# Martin Dietzsch
Martin Dietzsch (geboren vor 1987) ist ein deutscher Soziologe und Rechtsextremismusforscher. Er gehörte 1987 zu den Mitbegründern des Duisburger Instituts für Sprach- und Sozialforschung (DISS), ist dort seit 1988 wissenschaftlicher Mitarbeiter und leitet das Archiv zur extremen Rechten.
Von 1997 bis 2005 war Martin Dietzsch Herausgeber des Hintergrund-Informationsdienstes Archiv-Notizen. Dietzsch gehört zum Herausgeberkreis der Antifaschistischen Nachrichten. Er veröffentlichte zahlreiche Schriften zum Themenfeld Rechtsextremismus, Antisemitismus und Antiziganismus, die auch in internationaler Fachliteratur rezipiert wurden.

## Veröffentlichungen (Auswahl)
- mit Anton Maegerle: Antisemitismus per Mausklick. In: Wolfgang Benz u. a. (Hrsg.): Die Auschwitzleugner. „Revisionistische“ Geschichtslüge und historische Wahrheit. Elefanten Press, Berlin 1996, ISBN 3-88520-600-5.
- als Hrsg.: Der Ruf des Muezzin. Ein Lehrstück über die Neigung deutscher Bürgerinnen, eine Religion als Anlass zu rassistischer Diskriminierung zu missbrauchen statt religiöser Toleranz zu üben.  DISS, Duisburg 1997, ISBN 3-927388-57-2.
- mit Anton Maegerle: Rechtsextreme deutsche Homepages. In: Stiftung Dokumentationsarchiv des Österreichischen Widerstandes (Hrsg.): Das Netz des Hasses. Rassistische, rechtsextreme und neonazistische Propaganda im Internet. Deuticke Verlag, Wien 1997, ISBN 3-216-30329-2.
- als Hrsg.: Endlich ein normales Volk? Vom rechten Verständnis der Friedenspreis-Rede Martin Walsers. Eine Dokumentation. DISS, Duisburg 1999, ISBN 3-927388-71-8.
- mit Alfred Schobert (Hrsg.): Ein „jüdischer David Irving“? Norman G. Finkelstein im Diskurs der Rechten – Erinnerungsabwehr und Antizionismus. DISS, Duisburg 2001, ISBN 3-927388-76-9.
- mit Helmut Kellershohn und Alfred Schobert: Jugend im Visier. Geschichte, Umfeld und Ausstrahlung der „Unabhängigen Nachrichten“. DISS, Duisburg 2002, ISBN 3-927388-82-3.
- Nation statt Demokratie. Sein und Design der „Jungen Freiheit“. 2. Auflage. Unrast, Münster 2004, ISBN 3-89771-733-6.[3] (Auszug aus dem Kapitel Im Gespräch sein – mit Carl Schmitt und Alain de Benoist - oder "Wie die 'Junge Freiheit' völkischen Nationalismus dosiert)
- mit Alfred Schobert (Hrsg.): Analysen und Essays. Extreme Rechte – Geschichtspolitik – Poststrukturalismus. Unrast, Münster 2009, ISBN 978-3-89771-750-3.
- mit Regina Wamper und Helmut Kellershohn (Hrsg.): Rechte Diskurspiraterien. Strategien der Aneignung linker Codes, Symbole und Aktionsformen. Unrast Verlag, Münster 2010, ISBN 978-3-89771-757-2.[4]
- mit Bente Giesselmann und Iris Tonks: Spurensuche zur Verfolgungsgeschichte der Sinti und Roma in Duisburg. Eine Handreichung für die politische Bildung. Online-Publikation des DISS 2014 (Broschüre auf pdf)